# هيجانان (سقز)
قرية هيجانان (بالكردية: ھێجانان) هي إحدى القرى التابعة لـتموغه في ريف قسم مركزي من مقاطعة سقز، في محافظة كردستان الإيرانية.

## السكان
حسب إحصاءات سنة 2006، بلغ إجمالي السكان في هيجانان 505 نسمة وعدد المساكن 101 مسكن. لغة سكان هيجانان هي اللغة الكردية و هم من أهل السنة والجماعة والمذهب الشافعي.